# Троицкий собор (Вятка)
Собор Троицы Живоначальной — утраченный православный храм в Вятке, бывший кафедральный собор Вятской епархии. Построен в 1760—1772 годах в центре Хлыновского кремля в стиле вятского барокко. Разрушен коммунистами в 1931 году.

## История

### Первый Троицкий собор
В 1656 году была создана Вятская и Великопермская епархия, распространявшееся на земли северной Вятской и Пермской земель. Центром епархии становится город Вятка. При епископе Ионе начинается строительство первого Троицкого собора.
Закладка состоялась 1677 году. Здание стало первым каменным сооружением в Вятке. Строительство вели мастера, приглашённые Ионой из Москвы. По одной из версий, это была артель московских каменщиков, по другой — ярославских, искавшая подряды в столице. В процессе строительства Хлынов пострадал в крупном городском пожаре 1679 года, в результате которого сгорели все деревянные церкви. Летом того же года был спешно освящён Никольский придел строящегося Троицкого собора, ставший на некоторое время единственным храмом в городе.
Возведение и освещение остального собора было закончено в 1683 году. Здесь пребывала главная святыня Вятской земли — чудотворный Великорецкий образ, с которым от стен собора начинался ежегодный Великорецкий крестный ход.
Одним из первых протоиереев собора стал воспитанник епископа Алексея протопоп Юферев Лука Софрониевич из древнего священнического рода Юферевых.

#### Архитектура первого собора
Собор имел ассиметричную форму в характерном для того времени стиле узорочья. Основной, холодный храм был пятиглавым. С запада к нему примыкал одноглавый придел, в котором хранилась Великорецкая икона. Единственным изображением первого Троицкого собора является икона Трифон Вятский, где запечатлён ансамбль Хлыновского кремля с Троицким собором. 
Строительство Троицкого собора оказало огромное влияние на развитие каменного зодчества всего Вятского края: в 1684 году началось строительство каменного Успенского собора Трифонова монастыря. Вятчане в ходе двух этих строек освоили строительное ремесло, и уже в 90-х годах XVII века создали Никоновскую артель, строившую в стиле раннего Вятского барокко.

#### Разрушение
В течение XVIII века Троицкий собор страдал в постоянных городских пожарах, в связи с чем стал разрушаться. Осмотревший храм местный каменщик Федот Шутов заключил, что церковь «вовсе безнадёжная, и к починке негодна». В 1744 году для осмотра ветхостей собора в Вятку прибыл столичный архитектор Тихон Иевский. Он составил смету на «возобновление церкви с колокольней». Планировалось разобрать храм до основания и затем отстроить в прежнем виде, однако работы так и не были начаты.
Пожар 1752 года усугубил и без того состояние здания. Весной и летом 1759 года храм был разобран. 

### Второй Троицкий собор
Следующим летом на том же месте было начато строительство нового кафедрального собора, продолжавшееся 12 лет. Новый Свято-Троицкий кафедральный собор выполнен в традициях барочной архитектуры. Предположительно в его проектировании принимал участие ведущий московский зодчий Д. В. Ухтомский.
Величественное здание собора с выразительной, огромной высоты колокольней было хорошо видно всем горожанам и гостям города, особенно въезжавшим в него из-за реки по старинному Слободскому тракту.

### Снос
Храм был разрушен советскими властями в 1931 году.